# هيلينا رودريغوس
هيلينا رودريغوس هي راكبة الكنو برتغالية، ولدت في 2 ديسمبر 1984 في فونشال في البرتغال.

## وصلات خارجية
- هيلينا رودريغوس على موقع أوليمبيديا (الإنجليزية)